# Take Shobō

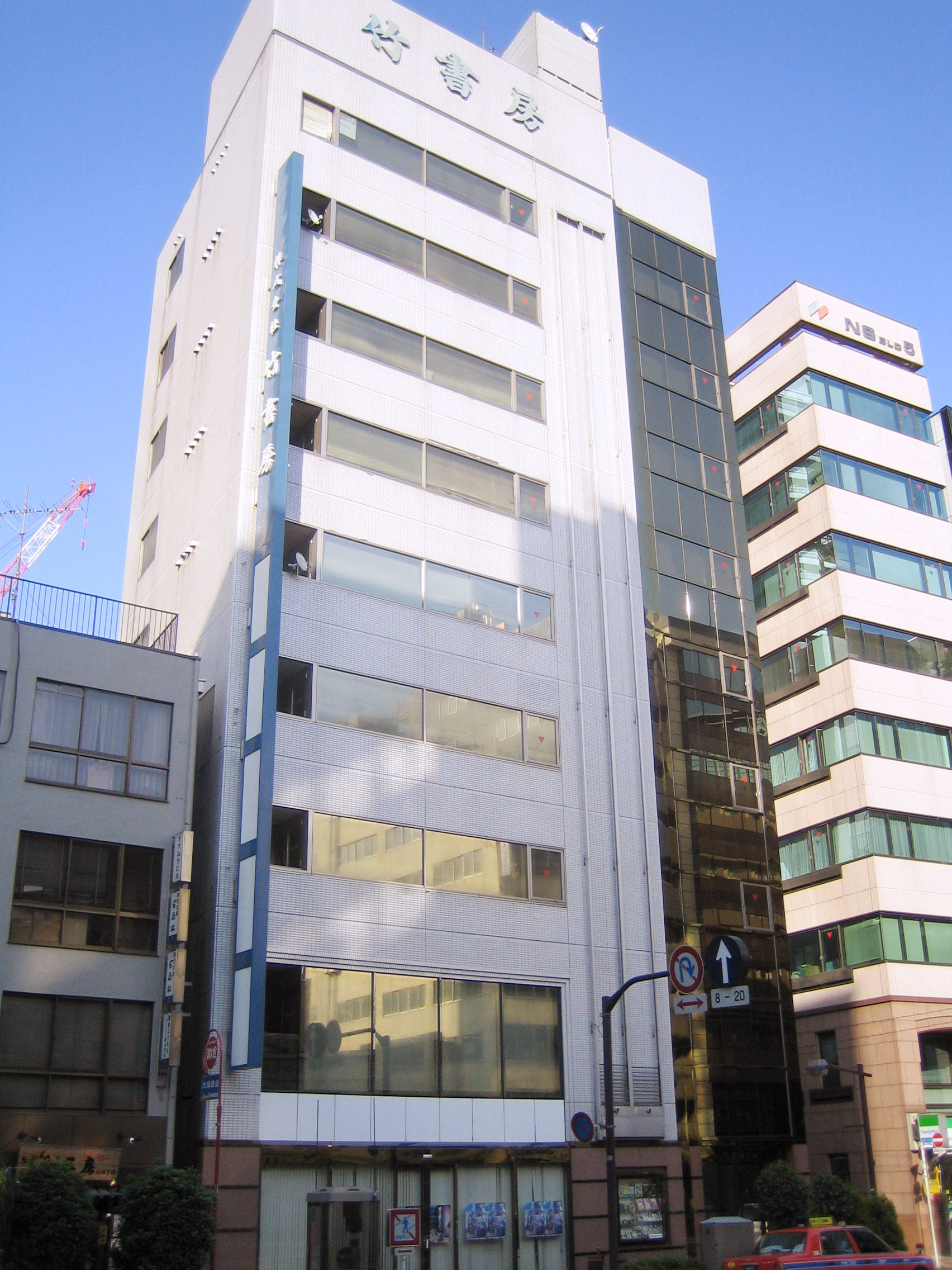
Sitz von Take Shobo in Chiyoda, Tokio 2006

K.K. Take Shobō (jap. 株式会社 竹書房 Kabushiki-gaisha Take Shobō, auch Takeshobō, englisch Takeshobo Co., Ltd.) ist ein japanischer Verlag, der vor allem Magazine zu Spielen wie Mah-Jongg und Pachinko herausbringt. Daneben finden sich auch Yonkoma-Manga-Magazine, Kurzgeschichten und erotische Literatur im Programm.

## Geschichte
Der Verlag wurde im Oktober 1972 von Kyōichirō Noguchi (野口 恭一郎) gegründet. Das erste Magazin war ab Gründung des Verlags 1972 das an Mah-Jongg-Spieler gerichtete Kindai Mājan, das vor allem Artikel rund um das Spiel enthält. Bald liefen darin aber auch Manga-Serien zum gleichen Thema, die dem sich herausbildenden eigenständigen Mah-Jongg-Genre zugehören. 1977 entstand als erster Ableger dann das reine Mah-Jongg-Manga-Magazin Kindai Mājan Original. Ihm folgten die ähnlichen Magazine Kindai Mājan Bessatsu und Kindai Mājan Gold und weitere Magazin-Reihen, vor allem zu Pachinko.
Die Mah-Jongg gewidmeten Magazine verkauften sich Mitte der 1990er Jahre je 180.000 bis 200.000 mal im Monat. Seitdem sind die Absatzzahlen von Manga-Magazinen stark zurückgegangen.

## Magazine
Fast alle Magazine erscheinen monatlich.
- Ai no Taiken Special DX (愛の体験スペシャルDX)
- Comic Marble (コミックマーブル)
- Doki! (Dokiッ!)
- Doki! Special (Dokiッ!スペシャル)
- Gekiman Special (劇漫スペシャル)
- Gokinjo Scandal (ご近所スキャンダル)
- Hontō ni Atta Gyōten Scoop Manga Zukyun! (本当にあった仰天スクープまんがズキュン!)
- Hontō ni Atta Yukai na Hanashi (本当にあったゆかいな話)
- Jitsuwa Document (実話ドキュメント)
- Kaizoku No. 1 (海賊No.1)
- Kindai Mājan (近代麻雀)
- Kindai Mājan Bessatsu
- Kindai Mājan Gold
- Kindai Mājan Original (近代麻雀オリジナル)
- Manga Club (まんがくらぶ)
- Manga Club Original (まんがくらぶオリジナル)
- Manga Life (まんがライフ)
- Manga Life Momo (まんがライフMOMO)
- Manga Life Original (まんがライフオリジナル)
- Manga Life Selection (まんがライフセレクション)
- Manga Pachinko 777 (漫画パチンコ777)
- Men’s Street (メンズストリート)
- Namaiki! (Namaikiッ!)
- Pachi-slo Land (パチスロランド)
- Pachinko Land (パチンコランド)
- Reijin (麗人)
- Ren’ai Tengoku Paradise (恋愛天国パラダイス)
- Suku Suku Paradise (すくすくパラダイス)
- Super Pachi-slo 777 (スーパーパチスロ777)
- Tokkan Kaientai (特冊快援隊)
- Tokkan Shinsengumi DX (特冊新鮮組DX)
- Vitaman (ビタマン)
- Woman Gekijō (ウーマン劇場)
- Zōkan Tokkan Shinsengumi DX (増刊特冊新鮮組DX)